# Hôtel Morel Sauvegrain
L'Hôtel Morel Sauvegrain, ancien hôtel de Rochefort, est un hôtel particulier de la ville de Dijon, en France, situé 52-54-56 rue des Forges, dans son secteur sauvegardé.

## Historique
Il a été construit au milieu du XVe siècle par Jean Morel, échevin et capitaine de la ville de Dijon et sa femme, Simone Sauvegrain issue d'une famille influente à la cour ducale au XVe siècle. Cette dernière était la nourrice de Charles le Téméraire en 1433. Leur fils Pierre Morel eut la succession de cet hôtel.
Il est classé aux monuments historiques en partie depuis 1916 et en partie depuis 1998.

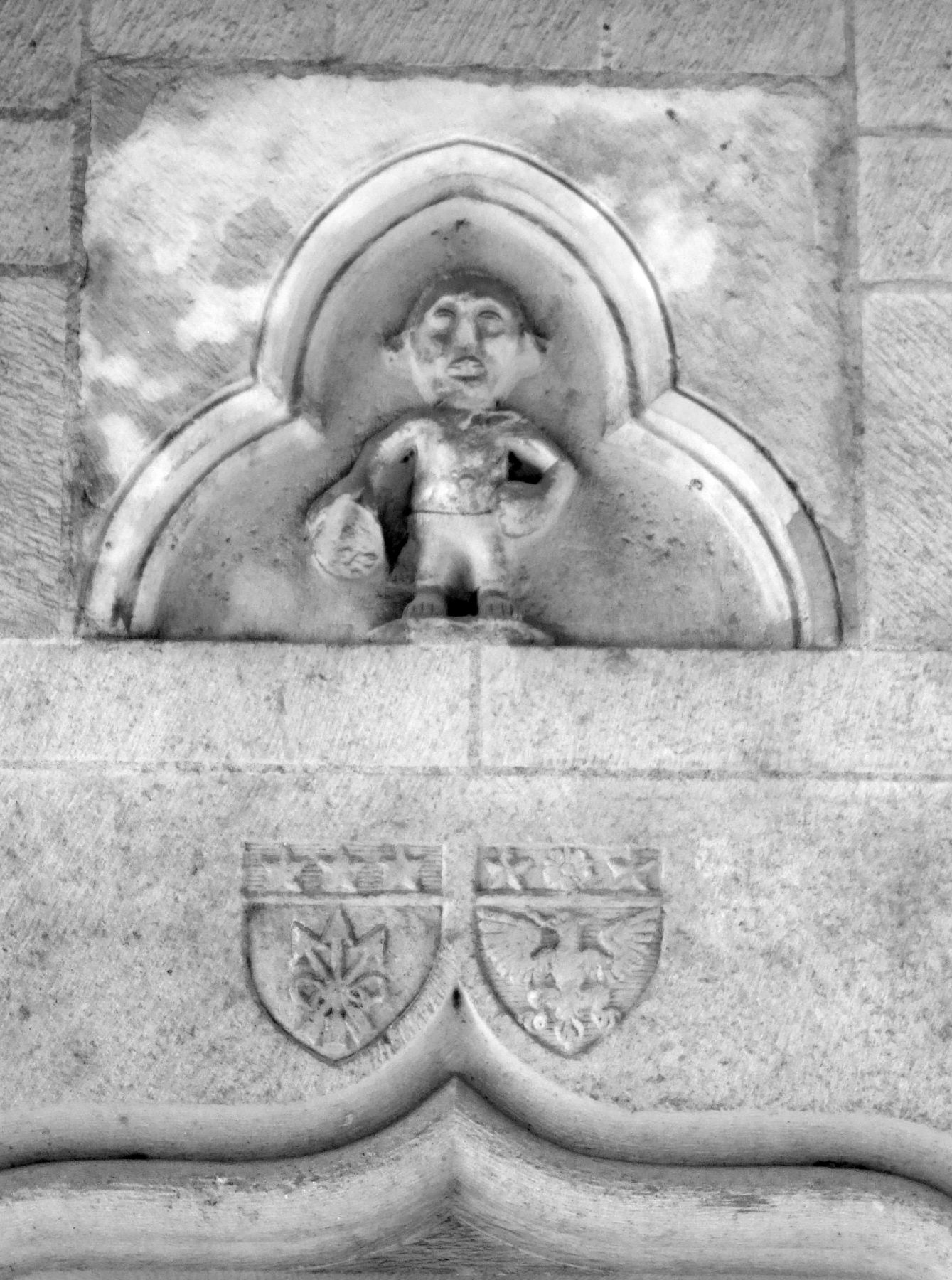
Hôtel Morel Sauvegrain